# 许英明
许英明（1992年1月22日—），中国男子击剑运动员，2014年亚洲运动会男子佩剑团体铜牌得主、2018年亚洲运动会男子佩剑团体铜牌得主、2019年亚洲击剑锦标赛男子佩剑团体铜牌得主。